# Томас, Каталина
Каталина Томас (исп. Catalina Tomas, англ. Catherine Tomas); 1 мая 1533 года, Вальдемоса, Мальорка, Испания — 5 апреля 1574 года, монастырь святой Марии Магдалины, Пальма-де-Мальорка) — местночтимая католическая святая, мистик.

## Жизнеописание
Каталина была сиротой, воспитывалась в доме своего дяди (по отцу), где у неё было тяжёлое детство. Там она работала служанкой и пастушкой. Уже в ранней юности девушка была набожна и желала приобщиться к религиозной жизни. В 12 лет она обратилась в монастырь Св. Магдалины с просьбой зачислить её в монахини. Получив отказ (в качестве причины отказа было указано её малолетство) она села на камень, который сохранился до наших дней, и заявила, что не сойдёт с него, пока её не примут в монастырь. Позже святая присоединяется к канониссам Св. Аврелия Августина в монастыре святой Святой Марии Магдалины в Пальма-де-Мальорка.
Девушка ощущала многочисленные духовные видения, в которых к ней являлись ангелы, Антоний Падуанский и Екатерина Александрийская. Каталина была мистиком и пророчицей. Она входила в транс, иногда даже на несколько дней, и как потом сама говорила — сражалась против тёмных сил. Раны, появлявшиеся после таких «сражений», лечили святые братья Косма и Дамиан. В последние годы своей жизни Каталина почти всегда пребывала в трансе. Предсказала дату своей смерти. Защищает от морских болезней.
Является покровительницей города Вальдемоса: на стенах домов местных жителей прикреплены керамические таблички со сценами жизни Каталины. На месте её жилища размещена часовня, хранящая мощи святой.

## Прославление
Каталина Томас причислена к лику блаженных папой Пием VI в 1792 году, канонизирована папой Пием XI в 1930 году.
Общее почитание 5 апреля, в Вальдемосе 27 и 28 июля.